# Marian Anderson
Marian Anderson, née à Philadelphie (Pennsylvanie) le 27 février 1897 et morte à Portland (Oregon) le 8 avril 1993, est une artiste lyrique contralto afro-américaine. Elle est l'une des toutes premières cantatrices noires de carrure internationale aux États-Unis et dans le monde aux côtés de Leontyne Price, Grace Bumbry, Jessye Norman, Barbara Hendricks, Shirley Verrett, et Christiane Eda-Pierre.
Après des débuts difficiles en raison de la ségrégation raciale aux États-Unis, son talent et sa voix sont unanimement reconnus et célébrés. Elle chante à plusieurs reprises sous la direction de chefs tels qu'Arturo Toscanini, Pierre Monteux, Eugene Ormandy, Jascha Horenstein ou encore Dimitri Mitropoulos. Elle excelle dans les genres les plus variés, de l'opéra au negro spiritual en passant par le lied et l'oratorio.

## Biographie
Marian Anderson est l’aînée des trois enfants de John Berkeley Anderson, un marchand du Reading Terminal Market (en) de Philadelphie, et d'Anna Delilah Rucker Anderson, une enseignante. Compte tenu du contexte de ségrégation raciale aux États-Unis, les églises protestantes constituent l'un des lieux privilégiés de rassemblement, de solidarité et d’éducation pour la communauté afro-américaine. Le chant et la musique gospel jouent un rôle essentiel dans les rites des églises baptistes afro-américaines, aussi de nombreux chanteurs afro-américains effectuent leur formation musicale et vocale au sein de leurs églises. De nombreux ensembles religieux disposaient de leur propre chorale comme c'est le cas de l'Union Baptist Church de Philadelphie que Marian Anderson intégra à partir de six ans. Elle a, de ce point de vue un début de parcours similaire à d'autres figures musicales afro-américaines, tel Roland Hayes, son homologue masculin. C'est à l'initiative de sa tante que Marian Anderson intègre cette chorale dans laquelle elle effectue des duos et des solos. Sa tante joua, en effet, un rôle important dans sa formation musicale, l'emmenant à différents concerts dans des églises locales. À l'âge de 10 ans, elle intègre The People's Chorus of Philadelphia dans laquelle elle est très régulièrement soliste. Elle effectua son éducation primaire à la Stanton Grammar School, et en fut diplômée en 1912. Comme de nombreuses familles ouvrières afro-américaines, les parents de Marian Anderson ne pouvaient pourvoir financièrement à une éducation supérieure. Il est à noter que les établissements d'enseignement secondaire et universités enseignaient la musique et que beaucoup d'universités disposaient de leurs propres chorales, telle la Fisk University. Par conséquent, la possibilité d'entrer dans une de ces institutions constituait une opportunité, y compris pour une carrière artistique, particulièrement pour les musiciens afro-américains. Néanmoins, les directeurs de People's Chorus of Philadelphia, ainsi que le pasteur de l'église, révérend Wesley Parks organisèrent une levée de fonds pour permettre à Marian Anderson d'intégrer la South Philadelphia High School, et de suivre des cours de chant privés avec Giuseppe Boghetti (en) et Agnes Reifsnyder,. 

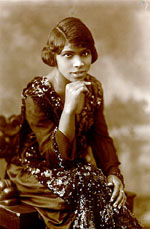
Marian Anderson en 1920.

En 1921-1922, elle se présente à la Philadelphia Music Academy, une université des arts ségréguée, elle y est refusée à cause de sa couleur. Elle poursuit néanmoins sa formation musicale par des cours privés, et les concerts avec le soutien de la communauté de son église[réf. nécessaire]. 
En 1925, elle obtient une première consécration en gagnant le premier prix d'un concours de chant sponsorisé par le New-York Philarmonic. Cette victoire lui permet d'effectuer un concert avec l'orchestre le 26 août 1925. Cette performance est particulièrement remarquée du public, des médias, et des critiques de musique. De plus, cet événement lui offre une nouvelle opportunité, la rencontre avec un manager, Arthur Judson. Malgré le contexte raciste qui freine sa carrière, elle chante au Carnegie Hall, en 1928. À la suite d'un concert à l'Orchestra Hall, en 1929, elle obtient une bourse de l'organisation philanthropique Roosenvald Found[réf. nécessaire].
En avril 1939, Marian Anderson chante lors d'un concert organisé par Eleanor Roosevelt devant le Lincoln Memorial, après qu'il lui a été refusé d'accéder à la salle où elle devait chanter, par les Filles de la Révolution américaine (Daughters of the American Revolution ou DAR). Après quoi la « première dame » des États-Unis démissionne de l'organisation féminine.

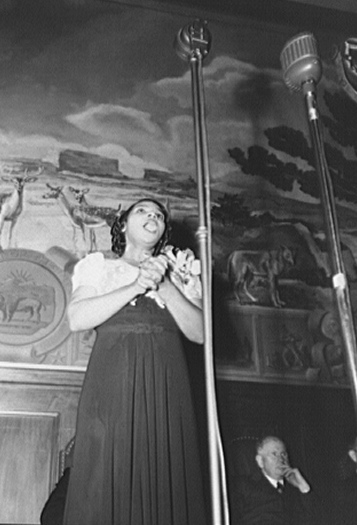
Marian Anderson en 1943.

En 1943, elle épouse l'architecte Orpheus H. Fisher.
Dans les années 1950-1960, Marian Anderson devient une figure incontournable des negro spirituals et du gospel, elle est également connue en Europe, où, tout comme Roland Hayes avant elle et Paul Robeson, elle participe à la transmission de ce style de musique en Europe. Elle inspira ainsi plus d'une figure du gospel francophone comme John William. 
Le 7 janvier 1955, Marian Anderson est la première afro-américaine à chanter au Metropolitan Opera,. Elle brise ainsi la « barrière de la couleur » dans ce haut lieu de l'opéra aux États-Unis. Elle joue le rôle d'Ulrica, contralto, dans l'opéra Un ballo in maschera de Giuseppe Verdi, sur un livret d'Antonio Somma.
Le 20 janvier 1961 Marian Anderson a chanté l'hymne national américain lors de l'investiture du Président John Fitzgerald Kennedy
En 1964, on lui a refusé un logement au Château Frontenac à Québec en raison de sa couleur de peau.
Elle meurt le 8 avril 1993 chez son neveu James DePreist, directeur de l'Oregon Symphony.
Elle est une figure majeure de la lutte des artistes afro-américains contre les préjugés raciaux et fut un modèle pour des artistes lyriques comme Leontyne Price, Grace Bumbry, Jessye Norman, etc.
Les archives de Marian Anderson sont déposées à la bibliothèque de l'université de Pennsylvanie.

## Hommage
- Elle est inscrite au National Women's Hall of Fame.
- Lauréate du Prix Candide en 1937 : enregistrement de « La Jeune fille et la Mort » (Franz Schubert)
- Sa résidence de Philadelphie, la Marian Anderson House est inscrite au  National Register of Historic Places, depuis 2011[22].
- Dans son roman Le Temps où nous chantions, l'écrivain Richard Powers revient sur l'épisode de son concert de 1939 devant le Lincoln Memorial en en faisant le lieu et le moment de la rencontre entre Delia et David Storm[23].
- Dans son roman d'exofiction Le cas Eduard Einstein, l'écrivain Laurent Seksik la fait rencontrer le physicien Albert Einstein en 1938. Il la reçoit chez lui, au 112, Mercer Street, à la suite du concert qu'elle donne au Hall McCarter et après que le Grand Hotel Nassau lui a fait savoir qu'aucune chambre n'était disponible, l'établissement refusant à l'époque les personnes de couleur[24].
- En 2019, le National Portrait Gallery du Smithsonian organise une exposition[25] “One Life: Marian Anderson,”, ayant pour but de faire découvrir sa vie et comment elle devenue un symbole de la lutte des Afro-Américains pour les droits civiques[26].

### Sur YouTube
Marian Anderson chante Erbarme dich, mein Gott de la Passion selon saint Matthieu de Bach